# Charabali
Charabali (anche Harabali) è una città della Russia europea meridionale (oblast' di Astrachan'), situata sulla riva sinistra del fiume Achtuba (ramo deltizio del Volga), 142 chilometri a nordovest del capoluogo Astrachan'; è il capoluogo amministrativo del distretto omonimo.

## Società

### Evoluzione demografica
Fonte: mojgorod.ru
- 1959: 9.700
- 1970: 14.300
- 1979: 16.600
- 1989: 18.600
- 2007: 18.100